# Notwohngebiet Mörgelgewann und Kirchheimer Weg

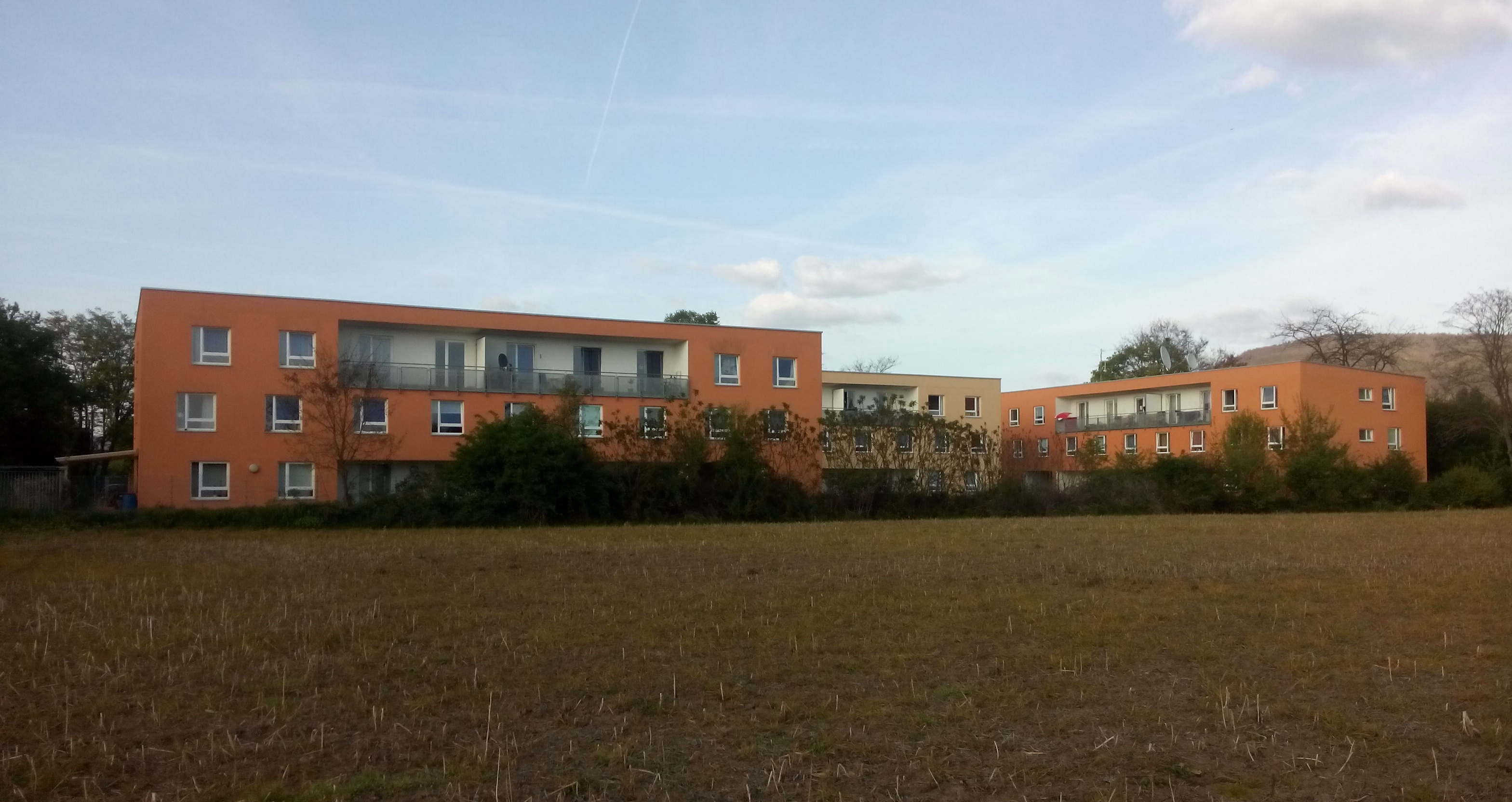
Notwohngebiet Mörgelgewann und Kirchheimer Weg von Süden aus gesehen.

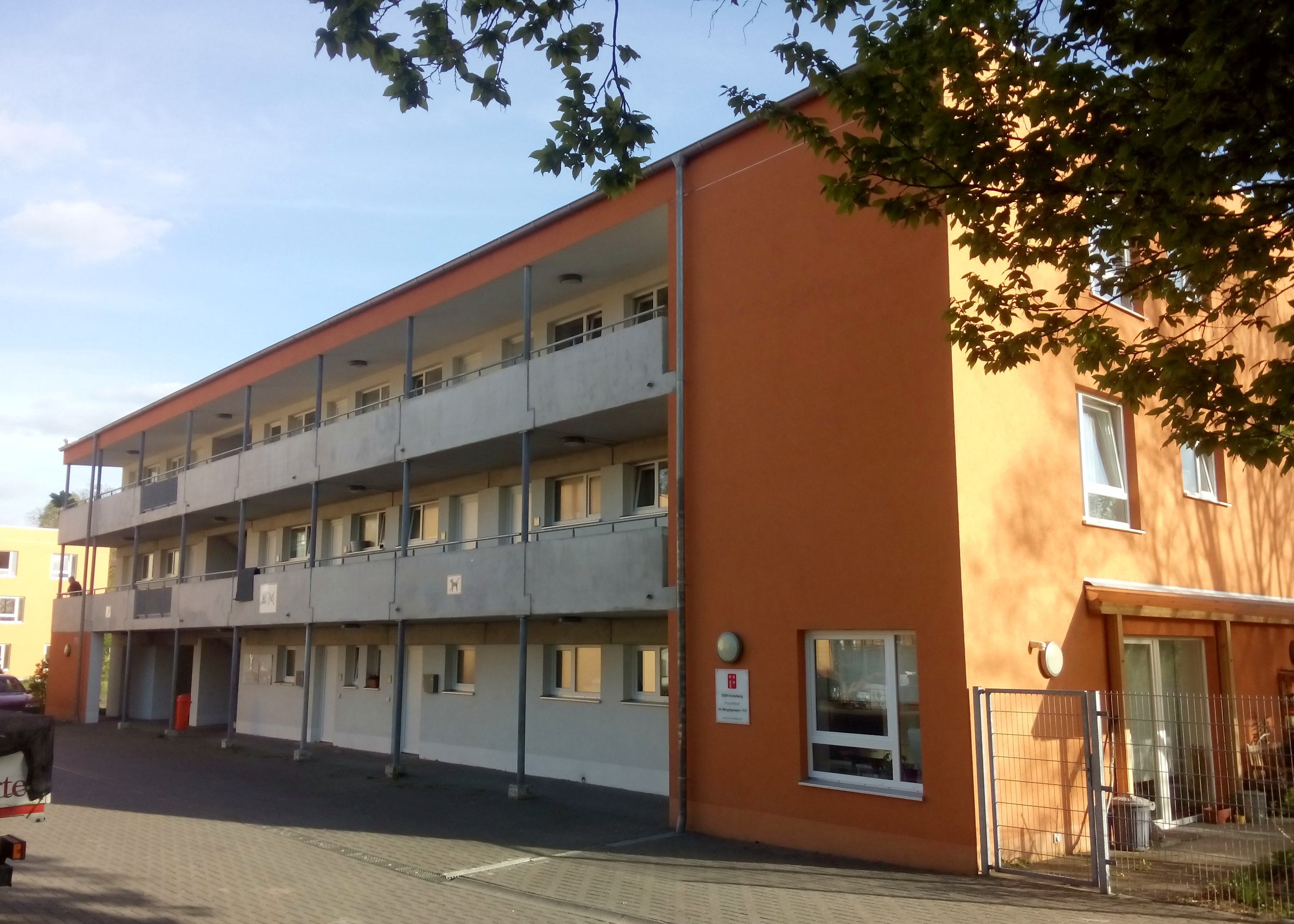
Haus im Notwohngebiet.

Das Notwohngebiet Mörgelgewann und Kirchheimer Weg ist ein Quartier am Rande der Weststadt in Kirchheim, Heidelberg. Es ist über eine Stichstraße erschlossen. Es wurde nach dem Zweiten Weltkrieg zur Unterbringung von Nachkriegsflüchtlingen errichtet. Im Anschluss wurden hier von der Stadt Heidelberg Obdachlose untergebracht. Heute leben etwa rund 300 Menschen im Quartier. Es gibt verschiedene soziale Fragestellungen wie Arbeitslosigkeit, Verarmung, Alkohol- und Drogenproblematik sowie psychische und soziale Auffälligkeiten.